# Urner Wochenblatt
Das Urner Wochenblatt ist eine Schweizer Lokalzeitung, die seit 1876 über das Geschehen im Kanton Uri berichtet. Sie ist die grösste Zeitung im Kanton Uri und gehört zur Gisler 1843 AG.

## Auflage
Es hat eine WEMF-beglaubigte Auflage von verkauften/verbreiteten 9'017 (Vj. 9'149) Exemplaren und eine Reichweite von 23'000 (Vj. 21'000) Lesern (WEMF MACH Basic 2018-II).

## Geschichte
1880 erhielt die Gisler Druck AG (heute Gisler 1843 AG) den Auftrag, das Urner Wochenblatt zu drucken. Mitbegründer und Redaktor der Wochenzeitung war der Landammann und Ständerat Gustav Muheim, der die Zeitung zu einem Parteiblatt der Katholisch-Konservativen Partei ausgestaltete. 2006 übernahm die Gisler Druck AG die  inzwischen politisch unabhängige Forumszeitung von der damaligen Verlagsgenossenschaft und damit auch die verlegerische Verantwortung. Das 2016 in Gisler 1843 AG umbenannte Unternehmen ist das einzige Urner Medienhaus mit Services in den Bereichen Druck, Medien und Werbung. Es verlegt auch den Gratisanzeiger Uristier - Anzeiger Uri und druckt das Urner Amtsblatt.